# Вестерн мейл
Western Mail абоВестерн Мейл — щоденний таблоїд, що випускається компанією «Медіа Уельс» (англ. Media Wales Ltd.) у місті Кардіфф, належить найбільшому британському видавництву Trinity Mirror.

## Історія
Газета Вестерн Мейл була заснована в Кардіффі у 1869 році Джоном Крічтоном-Стюартом (англ. John Crichton-Stuart), третім маркізом Б'ют. Газета виходила щодня і коштувала 1 пенні.
Ласселлс Карр (англ. Lascelles Carr), який займав пост головного редактора з моменту заснування газети, і валлійський письменник Денієл Оуен (англ. Daniel Owen) викупили її у 1877 році. Але Вестерн Мейл все одно була пов'язана з її початковими власниками, промисловцями  вугільної та  металургійної галузей. І так як такий зв'язок між виданням і власниками був занадто міцний, під час скорочення експортних ринків і початком занепаду уельській вугільної та металургійної промисловості (30-ті роки XX століття), що спричинило страйк робітників. Як до самої газети ставилися з ворожістю, так й, відповідно, до окремих статей, які були написані у Південному Уельсі.
З іншого боку (і особливо після передачі), Вестерн Мейл набула більше  популістську спрямованість, робилися спроби зробити валлійський акцент на основні події та новини. Зокрема, підкреслювалися питання про закриття шкіл з вивченням валлійської мови,багато уваги приділялось подіям валлійському регбі.
З часом обсяг простору, який був наданий для статей валлійською, зменшився, але навіть в цей час принаймні дві повні сторінки  суботнього випуску друкуються валлійською мовою.
У 2004 році формат Вестерн Мейл був зменшений. До цього газета виходила на аркушах A2, так званий формат broadsheet (600 × 375 мм), а тепер виходить в компактному форматі.